# Quapoya peruviana
Quapoya peruviana là một loài thực vật có hoa trong họ Bứa. Loài này được (Poepp. & Endl.) Kuntze miêu tả khoa học đầu tiên năm 1891.